# Shih Chun-jen
Shih Chun-jen (en chino tradicional, 施純仁; pinyin, Shī Chúnrén; Gosei, 2 de diciembre de 1923 – Taipéi, 18 de junio de 2017) fue un neurocirujano taiwanés, que ocupó el cargo de Ministro de Salud de Taiwán de 1986 a 1990.
Shih estudió medicina en la Universidad de Taiwán, graduándose en 1947 y comenzó a trabajar en el Centro Médico Nacional de Defensa. Completó su residencia en Montreal Neurological Institute and Hospital de 1956 a 1958 y regresó a Taiwán. Ese año, Shih comenzó un registro de cáncer entre los tres centros de salud taiwaneses: el Hospital de la Universidad Nacional de Taiwán, Hospital General Tri-Service y el Hospital General de Veteranos. En 1979 se inició un registro más amplio supervisado por el Departamento de Salud. Shih fue nombrado cirujano jefe del Hospital General Tri-Service, una institución médica afiliada al Centro Médico de Defensa Nacional, en 1975. Dos años más tarde, cofundó la Sociedad Neurológica de Taiwán. Shih dejó el Hospital General Tri-Service y el Centro Médico de Defensa Nacional para dirigir el Departamento de Salud y renunció al puesto en 1990.
Shih murió de un atauqe al corazón en 2017 en el Hospital general de los Veteranos de Taipéi a los 93 años.